# 15. august
15. august er dag 227 i året i den gregorianske kalender (dag 228 i skudår). Der er 138 dage tilbage af året (også i skudår).
Dagens navn i den danske almanak er Mariæ himmelfart. I Sverige er navnet Estelle og Stella, og i Norge er navnet Margot, Mary og Marielle.

## Fest- og helligdage, der fast ligger på 15. august
- Liechtenstein og Republikken Congo: Nationaldag
- Mange katolske lande: Mariæ himmelfart
- Polen: Den polske hærs dag
- Indien: Uafhængighedsdag

### Begivenheder
Født - Dødsfald
- 1519 - Panama City grundlægges.
- 1537 - Asunción i Paraguay grundlægges.
- 1843 - Forlystelsesparken Tivoli i København åbner.
- 1945 - Nordkorea og Sydkorea bliver uafhængige.
- 1945   - Anden verdenskrig afsluttes endeligt med Japans officielle overgivelse.
- 1947 - Indien og Pakistan bliver uafhængige midnat mellem 14. og 15. august.
- 1960 - Republikken Congo opnår uafhængighed fra Frankrig.
- 1961 - Berlinmurens opførelse påbegyndes.
- 1962 - Vostok 3 og Vostok 4 lander efter den første bemandede parflyvning i rummet.
- 1965 - The Beatles spiller den første store stadionkoncert for 55.600 tilskuere på Shea Stadium i New York City.
- 1969 - Festivalen Woodstock Music and Art Fair åbner.
- 1971 - Bahrain opnår selvstændighed.
- 1973 - Det amerikanske bombardement af Cambodia slutter. Hermed ender 12 års krigshandlinger fra amerikansk side i Sydøstasien.
- 1975 - Bangladeshs præsident Sheikh Mujibur Rahman dræbes under et blodigt militærkup i Bangladesh.
- 1998 - Omagh-bombningen: Terrororganisationen Real IRA bringer en bilbombe til sprængning i Omagh i Nordirland og dræber 29 og sårer mere end 220 mennesker.
- 2005 - Mette Schmeltz Pedersen er Danmarks første kvindelige verdensmester i svæveflyvning.
- 2006 - Giftlinien, Danmarks første offentligt tilgængelige rådgivningscenter for forgiftninger, åbner.
- 2022 - Søren Pape Poulsen erklærer på et pressemøde, at han er Det Konservative Folkepartis officielle statsministerkandidat.

### Født
- 1769 - Napoléon Bonaparte, fransk kejser (død 1821).
- 1771 - Walter Scott, skotsk forfatter (død 1832).
- 1783 - Christian Gottlieb Kratzenstein-Stub, dansk maler (død 1816).
- 1785 - Thomas de Quincey, engelsk forfatter (død 1859)
- 1832 - Wilhelm Bähncke, dansk sennepsfabrikant og grundlægger. (død 1907).
- 1854 - L.A. Ring, dansk maler (død 1933).
- 1858 - Michael Hainisch, østrigsk jurist og forbundspræsident (død 1940).
- 1875 - Erick Struckmann, dansk maler (død 1962).
- 1886 - Kay Bojesen, dansk sølvsmed og designer (død 1958).
- 1888 - Kai Friis Møller, dansk litteraturkritiker, journalist og oversætter (død 1960).
- 1890 - Jacques Ibert, fransk komponist (død 1962).
- 1890 - Kârale Andreassen, grønlandsk lærer, overkateket og kunstner (død 1934).
- 1892 - Louis de Broglie, fransk fysiker og modtager af Nobelprisen i fysik (død 1987).
- 1892   - Knud Jeppesen, dansk musikforsker og komponist (død 1974).
- 1914 – Aase Clausen, dansk skuespiller (død 2005).
- 1925 – Oscar Peterson, amerikansk jazzkomponist og -pianist (død 2007).
- 1928 – Nicolas Roeg, engelsk filminstruktør  (død 2018).
- 1929 – Per Henriksen, dansk fodboldspiller (død 2007).
- 1942 – Franz Beckerlee, dansk musiker i Gasolin' og forfatter.
- 1944 – Hans Christian Bjerg, dansk historiker og overarkivar
- 1945 – Alain Juppé, fransk politiker og tidligere premierminister.
- 1947 – Tommy P., dansk musiker og sangskriver.
- 1959 – Peter Glarborg, dansk ingeniør og professor.
- 1962 – Jesper W. Nielsen, dansk filminstruktør.
- 1963 – Jan Sonnergaard, dansk forfatter (død 2016).
- 1964 – Charlotte Bøving, dansk skuespillerinde og instruktør.
- 1964 – Melinda Gates, amerikansk filantrop.
- 1972 – Ben Affleck, amerikansk skuespiller.
- 1972 – Gry Bay, dansk skuespiller.
- 1983 – Nijas Ørnbak-Fjeldmose, dansk skuespiller.
- 1989 – Joe Jonas, amerikansk sanger (Jonas Brothers).
- 1993 – Alex Oxlade-Chamberlain, engelsk Fodboldspiller.
- 1994 – Lasse Vigen Christensen, dansk fodboldspiller.

### Dødsfald
- 423 - Flavius Honorius, vestromersk kejser (født 384).
- 1843 - Julius Coulon, frisisk læge (født 1767).
- 1856 - Frederik Vilhelm Grøndahl, dansk porcelænsfabrikant (født 1819).
- 1885 - J.J.A. Worsaae, dansk historiker og arkæolog (født 1821).
- 1887 - Meïr Aron Goldschmidt, dansk forfatter (født 1819).
- 1906 - Hans Christian Holch, dansk politiker (født 1837).
- 1960 - Helge Rungwald, dansk teaterdirektør, instruktør og skuespiller (født 1906).
- 1967 - René Magritte, belgisk maler (født 1898).
- 1996 - Sergiu Celebidache, rumænsk dirigent (født 1912).
- 2008 - Willy Omme, dansk galleriejer og kunsthandler (født 1931).
- 2019 - Jess Ørnsbo, dansk forfatter og digter (født 1932).

|  | Denne datoartikel kan blive bedre, hvis der indsættes et (bedre) billede Du kan hjælpe ved at afsøge Wikimedia Commons for et passende billede eller uploade et godt billede til Wikimedia Commons iht. de tilladte licenser og indsætte det i artiklen. |